# Ephedrismos

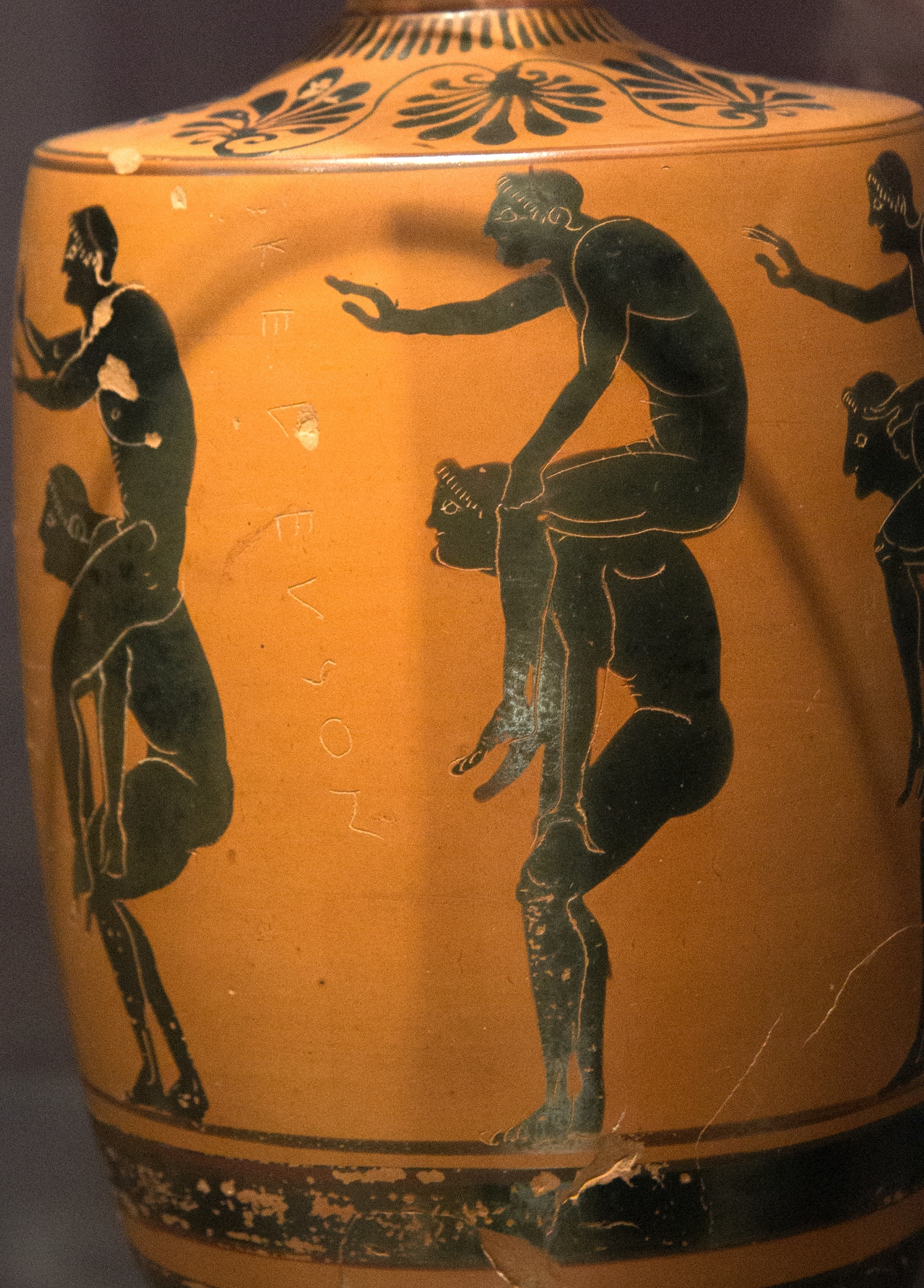
Des jeunes gens dans le jeu de l’éphédrismos. Lécythe athénien à figures noires, portant verticalement l’inscription : Keleuson (« Ordonne ! ») Vers 525-475 av. J.-C. Ashmolean Museum, Oxford.

L'ephedrismos (du verbe grec ancien : ἐφεδρίζω / ephedrizô, littéralement « se faire porter, s'asseoir à dos ») est un jeu pratiqué en Grèce antique et dont les participants, au nombre de deux, sont de même sexe — féminin ou masculin — ou encore des personnages mythologiques, comme par exemple Éros ou des satyres. Ce jeu n'est toutefois jamais pratiqué par des adultes, ce qui atteste sa nature puérile. D'après les preuves fournies par les monuments, cette activité ludique est devenue populaire au courant du Ve siècle av. J.-C..

## Les règles
D'après Julius Pollux, ce jeu se pratique de la façon suivante : les participants dressent tout d'abord une pierre (δίορος / díoros, « séparation ») sur le sol et doivent tenter de l'atteindre et de la renverser en y lançant des balles ou des cailloux depuis une certaine distance. Le premier joueur qui réussit à toucher la cible gagne ; le joueur qui échoue doit alors porter le vainqueur sur son dos, qui lui cache les yeux de ses mains, jusqu'à ce qu'il réussisse à son tour à toucher la pierre. Cette activité comporte donc deux phases principales : le lancer au but et le port de l'adversaire à l'aveugle. 
L'étroit contact physique impliqué par cette activité explique d'une certaine façon pourquoi il ne se pratique que par deux personnes de même sexe.

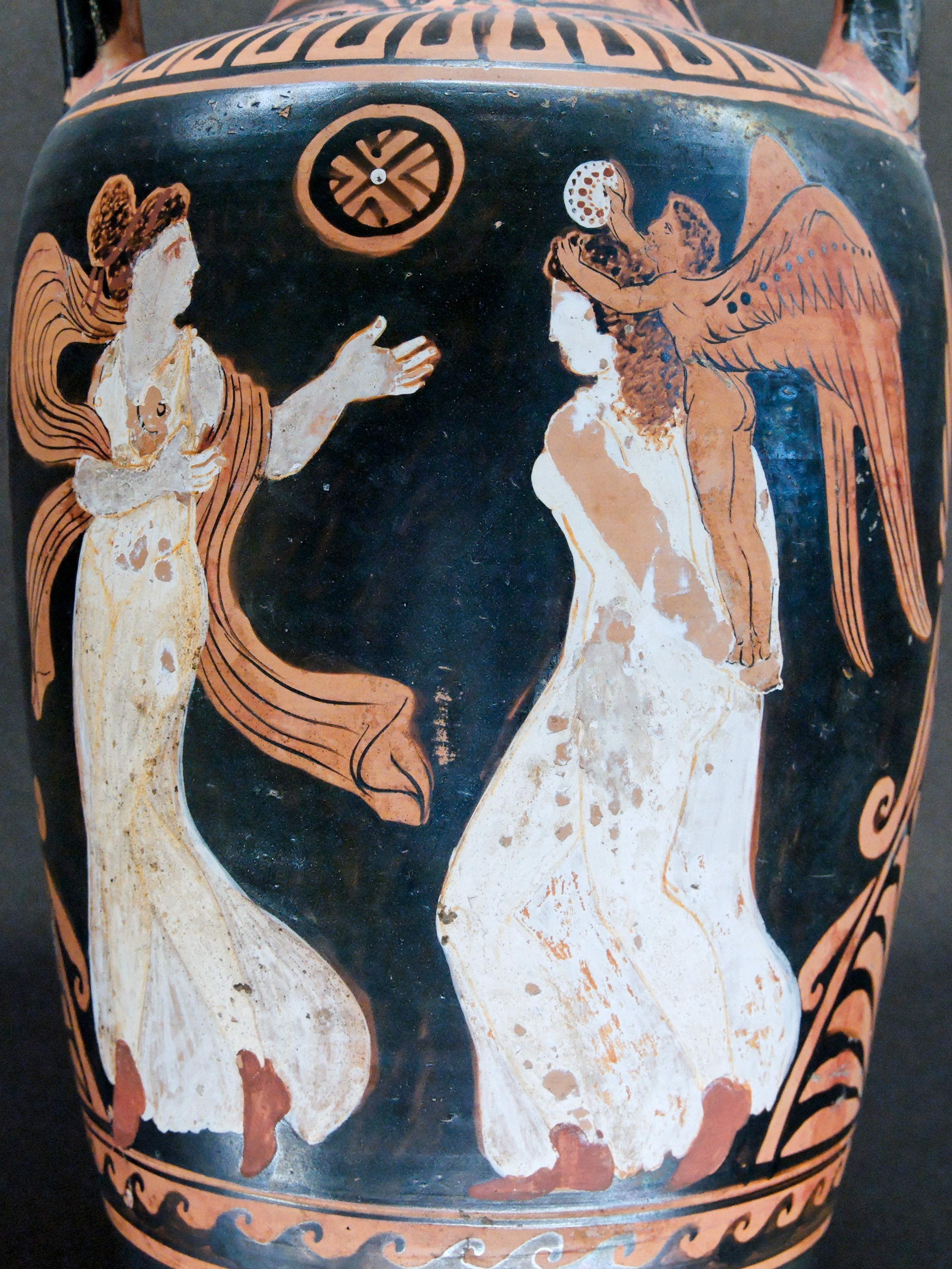
Amphore représentant deux femmes et Éros jouant au jeu de lephedrismos (vers 330 av. J.-C.).
Musée du Louvre.

## Aspects métaphoriques
Le jeu de l'ephédrismos tel que décrit par Julius Pollux est également détourné dans certains supports iconographiques et possède même une connotation métaphorique. En effet, malgré les règles établies qui impliquent la participation de deux protagonistes du même sexe, il est parfois représenté dans l'iconographie de façon mixte et entre adultes dans la sphère mythique, faisant preuve d'une métaphore érotique. D'après Ursula Mandel (de), les artistes représentent en particulier des satyres et des nymphes, ce qui selon elle n'est pas anodin, bien au contraire, car ils sont des « démons de la nature encore libres de toute inhibition civilisatrice, jouissant avec une infantilité quasi-intacte de leurs fonctions naturelles ».
Ursula Mandel rapporte également que dès la fin de la période classique, l'ephédrismos relève d'une signification encore plus approfondie, intégrant le personnage de la nymphe comme victime privilégiée, prenant appui sur le sens littéral de son nom (νύμφη / numphé, « la fiancée ») : cette autre variante du jeu semble l'introduire comme métaphore du destin de la jeune fille, « sa soumission sous le joug du mariage ».